# Nypaella frondicola
Nypaella frondicola är en svampart som beskrevs av K.D. Hyde & B. Sutton 1992. Nypaella frondicola ingår i släktet Nypaella, divisionen sporsäcksvampar och riket svampar.   Inga underarter finns listade i Catalogue of Life.